# ハレハレ☆パレード
『ハレハレ☆パレード』は、日本の女性アイドルグループ・LinQの楽曲。
同グループの通算11枚目のシングルとして、2015年4月29日にワーナーミュージック・ジャパンからリリースされた。

## 概要
メジャー6枚目、前作「ウェッサイ!!ガッサイ!!」から約7か月ぶりのリリース。LinQの新たな魅力を引き出すべく、特命プロデューサーシリーズの一環として制作された。ナオト・インティライミとの異色コラボレーションにより、アイドルの枠を超えたJ-POP的なアプローチが話題を呼んだ。

## 楽曲の特徴
- 通常盤と全国拡大盤の2形態で発売[1]。カップリング曲は、形態によって異なっている。また、メンバー一人一人の写真がジャケ写に使われている完全生産限定盤も存在する[2]。
- 本楽曲は、ハッピーでポジティブな雰囲気が前回のパレードソングとして制作された。
- LinQの元気で明るいキャラクターを活かし、夢や希望を詰め込んだ歌詞と軽快なリズムが印象的。
- サビでは「Hare-Ho! Hare-Ho!」という掛け声が繰り返され、ライブでも盛り上がる定番曲となっている。

## チャート成績
オリコン週間シングルランキングでは初登場10位を記録し、地方アイドルグループとしては高い評価を得た。

## リリースイベント・ライブ
リリースを記念したイベントは東京・名古屋・福岡など全国各地で開催され、4月18日にはZepp Fukuokaで「LinQ 4th Anniversary～Welcome to the LinQworld～」も開催。同曲も披露された。

## 収録内容

### 通常盤
1. ハレハレ☆パレード (4:19)
作詞・作曲：ナオト・インティライミ / 編曲：大久保薫、ナオト・インティライミ
2. BATON (5:20)
作詞・作曲：中村瑛彦 / 編曲：Tak Miyazawa
3. Bang Bang LinQ Island (3:33)
作詞：木下陽介 / 作曲：角本麻衣 / 編曲：michitomo
4. ハレハレ☆パレード -Instrumental- (4:18)
5. BATON -Instrumental- (5:20)
6. Bang Bang LinQ Island -Instrumental- (3:32)

### 全国拡大盤
1. ハレハレ☆パレード (4:19)
作詞・作曲：ナオト・インティライミ / 編曲：大久保薫、ナオト・インティライミ
2. V to ROAD (3:55)
作詞：ももちひろこ / 作曲・編曲：SHiNTA
3. ハレハレ☆パレード -Instrumental- (4:18)
4. V to ROAD -Instrumental- (3:54)

## カバー

### ハレハレ☆パレード
- ナオト・インティライミ - 2016年9月14日リリースのアルバム『Sixth Sence』に収録。